# Lista de personagens bíblicas
Está página contém uma lista de listas de nomes próprios de personagens bíblicas, compiladas no século XIX no Dicionário de nomes da Bíblia de Hitchcock como parte da nova análise completa da Santa Bíblia de Hitchcock, escrita por Roswell Dwight Hitchcock, e do Dicionário da Bíblia por William R. Smith. A maioria dos nomes masculinos e femininos e suas definições também podem ser encontradas nos livros de Herbert Lockyer: as Todos os Homens da Bíblia  e Todos as Mulheres da Bíblia. A maioria dos nomes divinos e suas definições também podem ser encontradas no livro de Lockyer, Todos os Nomes Divinos e os títulos da Bíblia.

## Nomes em hebraico arcaico
Nos dias do povo hebreu, os nomes das pessoas não eram simples rótulos. Eles tinham significados especiais. Os nomes antigos tinham relação com a circunstâncias do nascimento, do local, da aparência da criança, etc. Às vezes, o nome relacionava-se com o futuro da criança, os nomes proféticos.
Muitas vezes, o nome representava a personalidade do indivíduo. Assim, o nome da pessoa era algo muito importante, digno de honra, pois representava o caráter do indivíduo, isto é, o próprio indivíduo. Por exemplo, o nome de Isaque, “Riso de YHWH”, lembrava o riso de seus pais idosos ao ouvirem que teriam um filho e que agora YHWH que sorria ( Génesis 17:17,19 ; 18:12 ).
O nome de Esaú, por exemplo, significava “Peludo”, descrevendo uma característica física. Seu outro nome, Dom, “vermelho”, ou “Corado”, era um lembrete de que ele vendera seu direito de primogenitura por um prato de cozido vermelho ( Génesis 25:25, 30 - 34; 27:11; 36:1 ).
Jacob (Jacó), embora fosse apenas um pouquinho mais jovem que seu irmão gêmeo, comprou o direito de primogenitura de Esaú e recebeu de seu pai as bênçãos de primogênito. De nascimento, o significado do nome de Jacó era “agarrar o calcanhar” ou “suplantador”. (Génesis 27:36).
O povo hebreu tinha o costume de dar a seus filhos nomes relacionados com o seu Altíssimo Soberano e Criador. 
Os nomes hebraicos começados ou terminados em “Yaohou” ou “Yaohuh”(abreviado), ou ainda na forma mais abreviada "Yahu" referem-se ao ser Criador, sendo que "Yaohou" seria a pronúncia do Tetragrama hebraico יהוה (YHWH). Também encontra-se em alguns nomes o título do Criador "Ul".
| Nome em hebraico | Nome em português | Significado                    |
| ---------------- | ----------------- | ------------------------------ |
| Yaohoushua       | Jesus             | "Yaohou salva"                 |
| Yarmiyaohou      | Jeremias          | "Yaohou é alto"                |
| Yaoshuayaohou    | Isaías            | "Salvação de Yaohou"           |
| Yaohoukhánam     | João              | "Yaohou é cativante"           |
| Manyaohou        | Matheus           | "Presente de Yaohou"           |
| Kozokiul         | Ezequiel          | "O supremo fortalece"          |
| Yaososa          | Josias            | "Yaohou cura"                  |
| Naorremyaohou    | Neemias           | "Yaohou conforta"              |
| Kozokiyaohou     | Ezequias          | "Yaohou minha fortaleza"       |
| Shamiul          | Samuel            | "O supremo me ouviu"           |
| Khánamyaohou     | Hananias          | "Yaohou é cativante"           |
| Awodyaohou       | Obadias           | "Servo de Yaohou"              |
| Zocharyaohou     | Zacarias          | "Lembrado de Yaohou"           |
| Yaohoutzaq       | Isaque            | "Riso de Yaohou"               |
| Mikaul           | Miguel            | "Quem é como o Altíssimo?"     |
| Gabor-Ul         | Gabriel           | "O altíssimo é minha força"    |
| Ulishua          | Elizeu            | "O supremo é minha salvação"   |
| Yaohoucaf        | Jacó              | "Suplantador"                  |
| Dayan-Ul         | Daniel            | "O altíssimo é meu juiz"       |
| Yaohoushorul     | Israel            | "Lutou com supremo"            |
| Ozoryaohou       | Azarias           | "Yaohou tem ajudado"           |
| Kháfaul          | Rafael            | "O supremo criou"              |
| Shuaolmoo        | Salomão           | "Descanso"                     |
| ZafnaYaohou      | Sofonias          | "Proteção de Yaohou"           |
| Yaohudah         | Judá              | "Louvor a Yaohou"              |
| Yao-Ul           | Joel              | "Yaohou Altíssimo"             |
| Shaul            | Saul              | "Supremo salva"                |
| Abiul            | Abel              | "O altíssimo é meu Pai"        |
| Benyamin         | Benjamin          | "Filho da minha mão direita"   |
| Mehushua         | Moisés            | "Salvo (da água)"              |
| Mihushua-Ul      | Misael            | "Quem é semelhante ao supremo? |
| Yaohousaf        | José              | "Yaohou multiplica"            |
| Dawd             | Davi              | "Considerado"                  |
| Yaohoushuaoléim  | Jerusalém         | "Cidade Perfeita"              |
| Adam             | Adão              | "Terra"                        |
| Abraham          | Abraão            | "Pai de uma multidão"          |
| Yaohoudim        | Judeu             | "Povo de Yaohou"               |
| Zoroah           | Sara              | "Princesa"                     |
| Káfos            | Pedro             | "Pedra"                        |
| Há-Satan         | Satanás           | "Opositor"                     |

Os povos antigos tinham por hábito dar nomes de seus ídolos aos seus descendentes. Como por exemplo, temos Nebochadnezzar (Nabucodonosor), que significa Nebo defende a fronteira; e Yezebel (Jezabel), por sua vez, quer dizer Bel (Baal) é exaltado.